# Lylian Malherbaud-Lecomte-Guyonneau
Lylian Malherbaud-Lecomte-Guyonneau, née le 21 octobre 1921 à Dissay et morte le 9 mai 2004 à Verchers-sur-Layon, est une fleurettiste française.

## Carrière
Elle est médaillée d'or de fleuret par équipe aux Championnats du monde en 1950 à Monte-Carlo et en 1951 à Stockholm, ainsi que médaillée d'argent par équipe en 1952 à Copenhague et en 1956 à Londres. Elle est septième de l'épreuve individuelle de fleuret aux Jeux olympiques d'été de 1952 à Helsinki.